# Championnat d'Islande de football 1957
Navigation
Saison précédente Saison suivante
La saison 1957 du Championnat d'Islande de football était la 46e édition de la première division islandaise.
C'est l'IA Akranes qui termine en tête du championnat. C'est le 4e titre de champion d'Islande de l'histoire du club.
La relégation va se jouer sur un seul match puisque les deux derniers du classement terminent à égalité de points. C'est l'ÍBA Akureyri qui est relégué en 2. Deild, deux ans après son accession.

## Les 6 clubs participants
- KR Reykjavik
- Fram Reykjavik
- Valur Reykjavik
- ÍB Hafnarfjörður
- ÍBA Akureyri
- IA Akranes

## Compétition

### Classement
Le barème de points servant à établir le classement se décompose ainsi :
- Victoire : 2 points
- Match nul : 1 point
- Défaite : 0 point

| Rang | Équipe             | Pts | J | G | N | P | Bp | Bc | Diff |
| ---- | ------------------ | --- | - | - | - | - | -- | -- | ---- |
| 1    | ÍA Akranes         | 10  | 5 | 5 | 0 | 0 | 14 | 2  | +12  |
| 2    | Fram Reykjavik     | 7   | 5 | 3 | 1 | 1 | 7  | 3  | +4   |
| 3    | Valur Reykjavik T  | 6   | 5 | 2 | 2 | 1 | 11 | 7  | +4   |
| 4    | ÍB Hafnarfjörður P | 3   | 5 | 1 | 1 | 3 | 5  | 9  | -4   |
| 5    | KR Reykjavik       | 2   | 5 | 0 | 2 | 3 | 3  | 10 | -7   |
| 6    | ÍBA Akureyri       | 2   | 5 | 0 | 2 | 3 | 6  | 15 | -9   |

|  | Champion d'Islande 1956                |
|  | Barrage pour la relégation en 2. Deild |

### Matchs
Tous les matchs se sont disputés au stade de Melavöllur à Reykjavik.
| Résultats (▼dom., ►ext.)                                   | Fra | Aku | Akr | Haf | KR  | Val |
| Fram Reykjavik                                             |     | 2-0 | 1-2 | 2-0 | 1-0 | 1-1 |
| ÍBA Akureyri                                               |     |     | 0-3 | 2-2 | 2-2 | 2-6 |
| ÍA Akranes                                                 |     |     |     | 1-0 | 4-0 | 4-1 |
| ÍB Hafnarfjörður                                           |     |     |     |     | 3-1 | 0-3 |
| KR Reykjavik                                               |     |     |     |     |     | 0-0 |
| Valur Reykjavik                                            |     |     |     |     |     |     |
| - Victoire à domicile - Match nul - Victoire à l'extérieur |     |     |     |     |     |     |

#### Barrage pour la relégation
Les clubs de KR Reykjavik et ÍBA Akureyri ayant terminé la saison à égalité à la 5e place, un match de barrage est organisé afin de connaître l'équipe reléguée en 2e division. Le KR remporte le match 1-0 et se maintient en 1. Deild.
| 31 août 1957 | KR Reykjavik | 1 - 0 | ÍBA Akureyri | Melavöllur, Reykjavik |
|              |              |       |              | Spectateurs : 1 570   |
|              | (Rapport)    |       |              |                       |

## Bilan de la saison
| Tableau d'Honneur                 |            |
| Compétition                       | Vainqueur  |
| Championnat d'Islande de football | IA Akranes |

| Promotion et relégation |              |
| Relégué en 2. Deild     | ÍBA Akureyri |
| Promu en 1. Deild       | ÍBK Keflavík |

## Meilleurs buteurs
| # | Buteurs           | Clubs           | Nb de Buts |
| - | ----------------- | --------------- | ---------- |
| 1 | þorður þorðarsson | IA Akranes      | 6          |
| 2 | Gunnar Gunnarson  | Valur Reykjavik | 5          |
| 3 | Ríkharður Jónsson | IA Akranes      | 4          |
| 4 | Björgvin Arnarson | Fram Reykjavik  | 3          |